# Thomas Binkley
Pour les articles homonymes, voir Binkley.
Thomas Binkley est un musicologue et luthiste américain qui a contribué à la redécouverte des musiques du Moyen Âge à partir de 1960, notamment avec l'ensemble musical Studio der frühen Musik.

## Biographie
Il est né le 26 décembre 1931 à Cleveland, dans l'Ohio. Il suit des études de musique et de musicologie à Colorado, dans l'Illinois et à Munich, en Allemagne. C'est dans cette ville qu'il fonde en 1959 le Studio der frühen Musik, aux côtés d'Andrea von Ramm, Sterling Jones et Richard Levitt. Il prend en 1973 la direction d'un programme de formation à la musique du Moyen Âge à la Schola Cantorum de Bâle et à partir de 1979 dirige l'Early Music Institute de l'Université d'Indiana (Bloomington). Il est décédé le 28 avril 1995 à Bloomington.